# Kink FM Wave Week
De Kink FM Wave Week was een themaweek van Kink FM. De themaweek duurde van 29 oktober tot 4 november 2007. Tijdens deze week werd van 9 uur 's ochtends tot 7 uur 's avonds uitsluitend muziek onder de noemer new wave uitgezonden.
Naast de muziek zond Kink FM ook interviews met artiesten, journalisten en kenners uit. Geïnterviewden waren onder meer Hans Dulfer, Jan Rot en Diana Ozon. Kink FM zond twee keer per dag de persoonlijke wave top 3 van popjournalisten uit. Onder andere De Volkskrantjournalist Gijsbert Kamer, voormalig Frits Spits-producer Tom Blomberg, Luc Janssen van Studio Brussel en Kink Fm-presentator Jan Douwe Kroeske gaven hun persoonlijke top 3. Ook werd er elke dag een item over de Neue Deutsche Welle uitgezonden. Er waren bijvoorbeeld items over de groepen Grauzone en DAF.
Elke dag stond er een new wave-groep centraal. Maandag was dit Joy Division, dinsdag The Cure, woensdag The Smiths, donderdag Depeche Mode en vrijdag stonden de Talking Heads centraal. Er werd dan elk uur een nummer van de betreffende groep gedraaid.
Het genre werd ruim geïnterpreteerd. Naast new wave-muziek uit de jaren 80, zond Kink FM ook muziek uit van moderne new wave-bands, waaronder onder meer The Killers, Interpol en Editors (die overigens deze week Kink XL waren met hun single The Racing Rats). Kink FM zond vrijdag 2 november eenmalig de Wave 40 uit, die samengesteld werd door kenners.